# 雷娜塔·毛厄尔-鲁然斯卡
雷娜塔·毛厄尔-鲁然斯卡（波蘭語：Renata Mauer-Różańska，1969年4月23日—），旧姓毛厄尔（Mauer），波兰女子射击运动员。她曾代表波兰参加1992年、1996年、2000年和2004年夏季奥林匹克运动会射击比赛，获得二枚金牌和一枚铜牌。